# Kristina Raković
Kristina Raković (in serbo Кристина Раковић?; Bijelo Polje, 26 settembre 1994) è una cestista montenegrina.

## Carriera
Con il Montenegro ha disputato tre edizioni dei Campionati europei (2015, 2017, 2021).